# Hibo Wardere
Hibo Wardere (Somàlia) és una escriptora, conferenciant i activista somali contra la mutilació genital femenina. Quan va esclatar la Guerra Civil somali, encara adolescent, va haver d'exiliar-se a Kenya fins que li va ser concedit l'asil al Regne Unit als 18 anys.
Actualment, Wardere viu amb el seu marit i els seus set infants a Walthamstow, havent treballat com a mitjançadora i educadora pel que fa a la mutilació genital femenina al districte londinenc de Waltham Forest.
El seu testimoni i la seva militància anti mutilació genital femenina l'han feta una de les activistes més prominents al país en relació amb aquest tema i ha aparegut en nombroses publicacions, d'entre les quals The Daily Telegraph, la BBC i The Guardian.

## Vida primerenca
Wardere va néixer a Somàlia. Als sis anys, va ser víctima del tipus 3 de mutilació genital femenina, un fet que ha descrit com «submergir-se en un dolor de cap a peus.» Durant la dècada següent, no va obtenir les respostes que cercava per part de sa mare. Finalment, va arribar a un pacte amb cert parent que va prometre de desvelar-li-ho tot passada la nit de noces de la jove. Les revelacions van ser esborronadores per a ella i poc temps després va migrar a Londres tot fugint de la guerra nacional.

## Activisme
Un colp a Londres, malgrat que Wardere volia que li tractessin les ferides causades per la mutilació, el Servei Nacional de Salut no va oferir-li gaire suport en aquest sentit. Els metges no li demanaven què li havia passat, i rarament esmentaven el procés quirúrgic pel qual havia estat forçada a passar en els records mèdics, fins i tot quan va parir els seus fills.
Wardere trobaria la informació que li calia, doncs, als llibres. Anys més tard, mentre estudiava per a fer-se teaching assistant, va obrir-se pel que fa a aquesta experiència en una redacció de deures; amb la qual cosa van demanar-li de fer un discurs a 200 professors, alguns dels quals es van adonar que els seus estudiants podrien haver viscut el mateix que ella. Havent llegit l'escrit de Wardere, la school governor Clare Coghill va fer-la visitar altres escoles de la zona. D'aleshores ençà, Wardere ha fet de mitjançadora i educadora contra la mutilació genital femenina, i ha ajudat diversos jóvens a escapar-ne. També condueix sessions per a conscienciar metges i policies de cara al tracte de les víctimes d'aquest fenomen.
La seva història ha estat publicada i difosa per diversos mitjans. Per a acabar-ho d'adobar, l'abril del 2016 se'n van publicar les memòries sota el títol Cut. Wardere ha aconsellat en tant que supervivent de la mutilació genital femenina de tenir-hi cura, atès que moltes altres dones que han experimentat aquesta pràctica se senten massa avergonyides per a parlar del patiment que els ha generat. El seu desig fervent a futur és veure com la mutilació genital femenina és erradicada en el seu futur.
| « | És abús sexual. Comporta vergonya i lleva a dones i nenes la seva dignitat. Cal aturar-ho. | » |
| — Hibo Wardere, Kenyan Islamic leaders speak out against female genital mutilation de Fredrick Nzwili a Religion News |                                                                                            |   |